# Borocera madagascariensis
Borocera madagascariensis is een vlinder uit de familie spinners (Lasiocampidae). De wetenschappelijke naam van deze soort is voor het eerst geldig gepubliceerd in 1833 door Boisduval.
Deze soort komt voor in Madagaskar en wordt gebruikt voor de productie van wilde zijde.